# Ami Chessex
Ami Chessex (* 5. März 1840 in Territet; † 24. April 1917 in Montreux, heimatberechtigt in Les Planches) war ein Schweizer Unternehmer und Politiker.

## Biografie

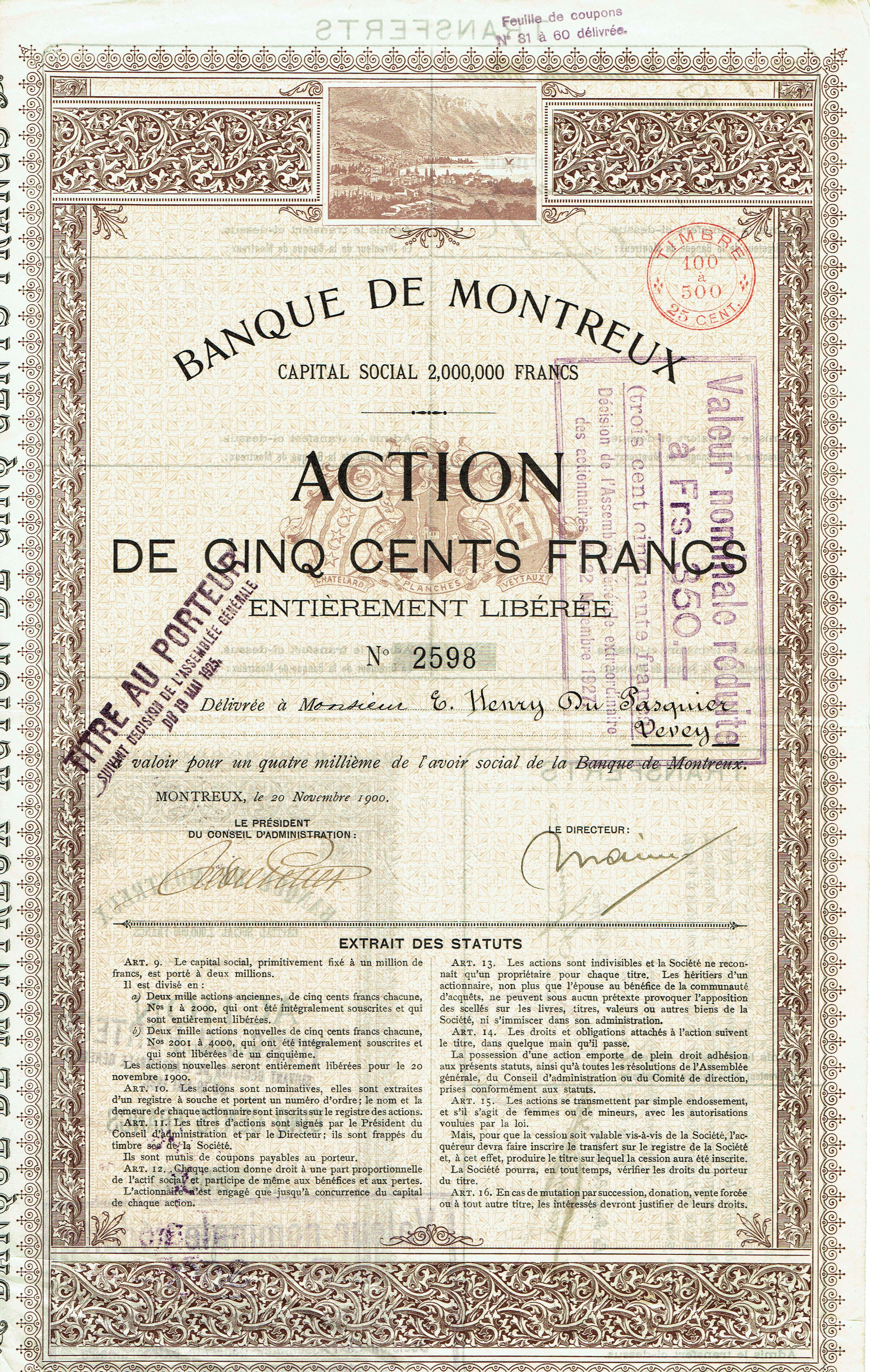
Aktie der Banque de Montreux vom 20. November 1900

Der Sohn eines Hoteliers baute im Jahre 1887 das Familienhotel in Territet zum «Grandhotel» aus. Chessex beteiligte sich 1890 am Aufbau des Luftkurortes Leysin und war Mitbegründer und Verwaltungsrat der Bahnlinien Territet-Glion (1881), Glion-Naye und Aigle-Leysin (1892). Im Jahre 1903 gründete er die «Société romande d'électricité», welcher er bis zu seinem Ableben vorstand.
Ami Chessex war während 50 Jahren im Gemeinderat von Montreux und in den Jahren 1889–1898 im Grossen Rat des Kantons Waadt. Ferner hatte er verschiedene Verwaltungsratsmandate inne. So unter anderem beim «Hotel Viktoria» in Interlaken, beim Hotel «Trois-Couronnes» in Vevey, bei den Ateliers de constructions mécaniques de Vevey und der «Banque de Montreux».
Zusammen mit seinem Schwager Alexandre Emery war er massgeblich am Aufbau des Tourismus in und um Montreux (Waadtländer Riviera) verantwortlich.